# كالكي كويتشلن
كالكي كويتشلن (بالفرنسية: Kalki Koechlin)‏ مواليد 10 يناير 1984 في تامل نادو، الهند، هي ممثلة هندية بدأت مسيرتها الفنية عام 2008. هي أيضا كاتبة سيناريو.

## وصلات فنية
- كالكي كويتشلن على موقع IMDb (الإنجليزية)
- كالكي كويتشلن على موقع روتن توميتوز (الإنجليزية)
- كالكي كويتشلن على موقع ألو سيني (الفرنسية)
- كالكي كويتشلن على موقع أول موفي (الإنجليزية)
- كالكي كويتشلن على موقع قاعدة بيانات الفيلم (الإنجليزية)
- كالكي كويتشلن على موقع كينوبويسك (الروسية)